# Lijst van windmolens in Overijssel
Hier volgt een lijst van windmolens in Overijssel. In Overijssel staan 53 complete windmolens.
| Naam                            | Plaats            | Gemeente        | Provincie  | Type molen            | Functie              | Maalvaardigheid             | Bezoekmogelijkheid | Foto |
| ------------------------------- | ----------------- | --------------- | ---------- | --------------------- | -------------------- | --------------------------- | --- | ---- |
| Anermolen                       | Ane               | Hardenberg      | Overijssel | beltmolen             | korenmolen           | maalvaardig                 | zaterdag op verschillende tijden en in de zomermaanden ook op woensdagmiddag |      |
| Besthmenermolen                 | Ommen             | Ommen           | Overijssel | beltmolen             | korenmolen           | draaivaardig                | woensdag van 13.30 tot 16.00 uur en van 1 mei tot 1 september ook op zaterdag en zondag van 13.30 tot 16.00 uur.                                                                               |      |
| Bökkers Mölle                   | Olst              | Olst-Wijhe      | Overijssel | stellingmolen         | korenmolen           | maalvaardig                 | woensdag t/m zaterdag van 09.00 tot 18.00 uur en zondag van 11.00 tot 18.00 uur. |      |
| Bolwerksmolen                   | Deventer          | Deventer        | Overijssel | stellingmolen         | zaagmolen            | maalvaardig                 | dinsdag en zaterdag 09:00 tot 17:00 uur. |      |
| Borgelinkmolen                  | Denekamp          | Dinkelland      | Overijssel | stellingmolen         | korenmolen           | maalvaardig                 | zaterdagen 1 mei - 20 september 10:00 tot 16:00 uur, 20 september - 1 mei 10:00 tot 12:00/13:00 uur en op afspraak.                                                                            |      |
| Braakmolen                      | Goor              | Hof van Twente  | Overijssel | stellingmolen         | korenmolen           | maalvaardig                 | woensdagmiddag van 13:30 tot 16:30 uur en zaterdagochtend van 09:30 tot 12:30 uur. |      |
| De Foeke                        | Sint Jansklooster | Steenwijkerland | Overijssel | tjasker               | poldermolen          | maalvaardig in circuit      | de molen is tot op enkele meters te benaderen. |      |
| Gröbbemolen / Fleringer molen   | Fleringen         | Tubbergen       | Overijssel | grondzeiler           | korenmolen, pelmolen | maalvaardig                 | niet bekend |      |
| Grote Geesterse Molen           | Geesteren         | Tubbergen       | Overijssel | beltmolen             | korenmolen           | wordt gerenoveerd           | zaterdag 9:30 - 13:00 uur |      |
| De Hegeman                      | Holten            | Rijssen-Holten  | Overijssel | stellingmolen         | korenmolen           | maalvaardig                 | zie www.dijkerhoek.nl |      |
| De Hoop                         | Almelo            | Almelo          | Overijssel | stellingmolen         | korenmolen           | maalvaardig                 | woensdag en zaterdag van april t/m september 10:00 - 16:00 uur, woensdag en zaterdag van oktober t/m maart 10:30 - 15:00 uur.                                                                  |      |
| De Hoop                         | Hellendoorn       | Hellendoorn     | Overijssel | stellingmolen         | korenmolen           | maalvaardig                 | Molen: niet te bezichtigen. Winkel: woensdag en donderdag van 10.00 tot 17.30 uur, vrijdag van 09.00 tot 17.30 uur en zaterdag van 09.00 tot 17.00 uur.                                        |      |
| De Hoop                         | Markelo           | Hof van Twente  | Overijssel | stellingmolen         | korenmolen           | maalvaardig                 | Zomertijd dinsdag t/m zaterdag van 9.00 tot 12.00 uur, 13.30 tot 16.30 uur. Wintertijd dinsdag t/m vrijdag 10.00 tot 12.00 uur, 13.30 tot 16.00 uur, zaterdagmorgen 10.00 tot 12.00 uur.       |      |
| Houdt Braef Stant               | Welsum            | Olst-Wijhe      | Overijssel | stellingmolen         | korenmolen           | maalvaardig                 | niet te bezichtigen |      |
| De Konijnenbelt                 | Ommen             | Ommen           | Overijssel | stellingmolen         | korenmolen           | draaivaardig                | als de molen draait en op afspraak |      |
| De Korenbloem                   | Haaksbergen       | Haaksbergen     | Overijssel | stellingmolen         | korenmolen           | draaivaardig                | woensdagmiddag en zaterdagmiddag 14:00 tot 17:00 uur. Van 1 november tot 1 april alleen op zaterdagmiddag.                                                                                     |      |
| Leemansmolen                    | Vriezenveen       | Twenterand      | Overijssel | stellingmolen         | korenmolen           | maalvaardig                 | zaterdag van 09:30 tot 12:30 uur. |      |
| De Leeuw                        | Lettele           | Deventer        | Overijssel | stellingmolen         | korenmolen           | maalvaardig                 | vrijdagmiddag van 13.30 tot 16.30 uur en zaterdag van 09.00 tot 16.00 uur. |      |
| De Leijen                       | Staphorst         | Staphorst       | Overijssel | grondzeiler           | korenmolen           | maalvaardig                 | op afspraak |      |
| De Lelie                        | Ommen             | Ommen           | Overijssel | stellingmolen         | korenmolen           | maalvaardig                 | winkel: maandag 13.30 - 18 uur, dinsdag t/m vrijdag 9-18 uur, zaterdag 9-17 uur. Molen: zaterdag 9-17 uur.                                                                                     |      |
| Lonneker Molen                  | Lonneker          | Enschede        | Overijssel | beltmolen             | korenmolen           |                             | Ja |      |
| Massier                         | Nieuwleusen       | Dalfsen         | Overijssel | stellingmolen         | korenmolen           | maalvaardig                 | zaterdag 13.00 t/m 16.30 uur. |      |
| Molen Fakkert                   | Hoonhorst         | Dalfsen         | Overijssel | stellingmolen         | korenmolen           | draaivaardig                | tijdelijk zaterdag 14 - 16 uur. |      |
| Molengat                        | Giethoorn         | Steenwijkerland | Overijssel | tjasker               | poldermolen          | maalvaardig                 | |      |
| Monnikenmolen                   | Sint Jansklooster | Steenwijkerland | Overijssel | stellingmolen         | korenmolen           | maalvaardig                 | Zomer: woensdag en vrijdag 13 - 17 uur, zaterdag 10 - 17 uur. Winter: alleen zaterdag 09.30 tot 12.00 uur.                                                                                     |      |
| Noord                           | Giethoorn         | Steenwijkerland | Overijssel | tjasker               | poldermolen          | maalvaardig                 | |      |
| De Oelemölle                    | Hardenberg        | Hardenberg      | Overijssel | stellingmolen         | korenmolen           | maalvaardig                 | donderdag 13.30 - 17.00 uur, Zaterdag 13.00 - 17.00 uur of op afspraak. |      |
| D' Olde Zwarver                 | Kampen            | Kampen          | Overijssel | stellingmolen         | korenmolen           | maalvaardig                 | zaterdag van 09.00 tot 12.00 uur en op afspraak. |      |
| Den Oordt                       | Ommen             | Ommen           | Overijssel | stellingmolen         | korenmolen           | draaivaardig                | maart t/m oktober woensdagmiddag en als de molen draait |      |
| Oortmanmolen                    | Lattrop           | Dinkelland      | Overijssel | stellingmolen         | korenmolen           | maalvaardig                 | zaterdag 09:30 - 12:30 |      |
| Molen van Oude Hengel           | Ootmarsum         | Dinkelland      | Overijssel | stellingmolen         | korenmolen           | draaivaardig                | vanaf 17 april 2021 de 1ste en 3de zaterdag van de maand 11 - 14 uur. |      |
| Overesch                        | Raalte            | Raalte          | Overijssel | Amerikaanse windmotor | poldermolen          | maalvaardig                 | |      |
| De Passiebloem                  | Zwolle            | Zwolle          | Overijssel | stellingmolen         | oliemolen            | maalvaardig                 | de 1ste en 3de zaterdag van de maand 10 tot 16 uur, de 3de woensdag van de maand 13 tot 16 uur.                                                                                                |      |
| De Pionier                      | Slagharen         | Hardenberg      | Overijssel | stellingmolen         | korenmolen           | maalvaardig                 | uitsluitend op afspraak met de molenaar |      |
| Saasveldermolen                 | Saasveld          | Dinkelland      | Overijssel | grondzeiler           | korenmolen           | maalvaardig, buiten gebruik | za 10-12 uur en op afspraak. |      |
| Sint Nicolaasmolen/Nieuwe Molen | Denekamp          | Dinkelland      | Overijssel | grondzeiler           | korenmolen           | maalvaardig                 | 1 april - 31 oktober zaterdag 10:00 - 13:00 uur, 1 november - 31 maart zaterdag 10:00 tot 12:00 uur.                                                                                           |      |
| De Star                         | Balkbrug          | Hardenberg      | Overijssel | stellingmolen         | korenmolen           | maalvaardig                 | za 10.00 - 16.00 uur en op afspraak |      |
| Pelmolen Ter Horst              | Rijssen           | Rijssen-Holten  | Overijssel | stellingmolen         | pelmolen             | maalvaardig                 | april t/m september di t/m vr 10 - 17 uur, oktober t/m maart di t/m vr 13 - 17 uur. Zaterdag alleen op afspraak en bij een draaiende molen. Niet op zondag of maandag.                         |      |
| Tjasker                         | Jonen             | Steenwijkerland | Overijssel | tjasker               | poldermolen          | maalvaardig                 | tot op enkele meters te benaderen |      |
| Tjasker                         | Kalenberg         | Steenwijkerland | Overijssel | tjasker               | poldermolen          | maalvaardig                 | tot op enkele meters te benaderen |      |
| Tjasker                         | Ossenzijl         | Steenwijkerland | Overijssel | tjasker               | poldermolen          | maalvaardig                 | tot op enkele meters te benaderen |      |
| Tonmolen                        | Paasloo           | Steenwijkerland | Overijssel | tonmolen              | poldermolen          | maalvaardig in circuit      | |      |
| De Valk                         | Zalk              | Kampen          | Overijssel | stellingmolen         | korenmolen           | maalvaardig                 | op zaterdagen. Zomertijd 13.15 tot 16.30 uur. Wintertijd 09.00 tot 12.00 uur. |      |
| De Vier Winden                  | Reutum            | Tubbergen       | Overijssel | stellingmolen         | korenmolen           | maalvaardig                 | van half april tot half juli zaterdagmiddag 13.30 tot 16.30 uur daarnaast op afspraak. |      |
| De Vilsterse Molen              | Vilsteren         | Ommen           | Overijssel | stellingmolen         | korenmolen           | maalvaardig                 | mei t/m september: donderdag en zaterdag 13.30 tot 16.30 uur en de 2e en 4e zondag van de maand van 13.30 tot 16.30 uur.                                                                       |      |
| De Vlijt                        | Marle             | Olst-Wijhe      | Overijssel | stellingmolen         | korenmolen           | maalvaardig                 | op afspraak |      |
| Westermolen                     | Dalfsen           | Dalfsen         | Overijssel | stellingmolen         | korenmolen           | maalvaardig                 | zaterdag van 13 tot 16 uur. |      |
| De Westerveld Möl               | Tilligte          | Dinkelland      | Overijssel | beltmolen             | korenmolen           | maalvaardig                 | het hele jaar door woensdag van 13 tot 16 uur daarnaast op zaterdagen: in de maand april en de maand oktober 10 tot 13 uur. Mei t/m september 10 tot 16 uur. November t/m maart 10 tot 12 uur. |      |
| De Wicher                       | Kalenberg         | Steenwijkerland | Overijssel | spinnenkopmolen       | poldermolen          | maalvaardig                 | 's-zomers op woensdagmiddag |      |
| De Wijhese Molen                | Wijhe             | Olst-Wijhe      | Overijssel | stellingmolen         | korenmolen           | maalvaardig                 | zaterdag van 9 tot 12 uur. |      |
| Windesheimer molen              | Windesheim        | Zwolle          | Overijssel | stellingmolen         | korenmolen           | maalvaardig                 | zaterdagochtend van 9 tot 12 uur |      |
| Windlust                        | Radewijk          | Hardenberg      | Overijssel | beltmolen             | korenmolen           | maalvaardig                 | op afspraak |      |
| Windmotor Giethoorn             | Giethoorn         | Steenwijkerland | Overijssel | Amerikaanse windmotor | poldermolen          | niet maalvaardig            | tot op enkele meters te benaderen |      |
| De Wippe / Molen van Fakkert    | Hellendoorn       | Hellendoorn     | Overijssel | stellingmolen         | korenmolen           | draaivaardig                | op afspraak |      |
| Wissinks Möl                    | Usselo            | Enschede        | Overijssel | standerdmolen         | korenmolen           | maalvaardig                 | woensdag en zaterdag 13 tot 16 uur. |      |
| Zuid                            | Giethoorn         | Steenwijkerland | Overijssel | tjasker               | poldermolen          | maalvaardig                 | |      |
| De Zwaluw                       | Hasselt           | Zwartewaterland | Overijssel | stellingmolen         | korenmolen           | maalvaardig                 | zaterdagmiddag van 13 tot 16 uur. |      |